# Sławomir Chałaśkiewicz
Sławomir Chałaśkiewicz (ur. 29 listopada 1963 w Łodzi) – polski piłkarz, występujący na pozycji napastnika.